# 松井優子
松井 優子（まつい ゆうこ、1979年9月8日 - ）は、日本のAV女優。アースプロモーション所属。

## 略歴・人物
群馬県出身。2015年3月にデビューした、熟女系の人妻AV女優。

## 出演作品

### アダルトDVD
2015年
- 豊満で我儘な身体は嘘を付かないドスケベ人妻 松井優子 35歳 AV Debut（3月5日、SODクリエイト）
- 豊満で我儘な身体は嘘を付かないドスケベ人妻 松井優子 35歳 デビュー第2章 夫に内緒でオスの臭いにときめく人生初精飲・ぶっかけ・3P（4月23日、SODクリエイト）
- 豊満で我儘な身体は嘘を付かないドスケベ人妻 松井優子 35歳 第3章 自宅で連続潮吹き・チ○ポ9本連続挿入おねだりSEX（5月21日、SODクリエイト）
- 豊満で我儘な身体は嘘を付かないドスケベ人妻 松井優子 35歳 最終章 旦那を忘れ男優とのSEXに没頭する生ハメ4本番（6月18日、SODクリエイト）
- 「休憩中の1時間バイトくんと2人きり!女を忘れたパートの美人おばさんは息子ほど年の離れたイケメンチ○ポならセクハラされても嫌じゃない」 VOL.1（7月9日、DANDY）他出演:牧野遥 ほか
- 完熟 淫汁垂らして男にまたがる 果てのない五十路の性 〜第五章〜（7月30日（レンタル）/9月25日（セル）、アテナ映像）他出演:五十嵐真理、宇野未知子、楠由賀子
- 120％リアルガチ軟派伝説 vol.27（8月11日、プレステージ）※「ようこ」名義　他出演:なつみ、ことね、まお、まなみ、かすみ
- 卑猥ドッキリ(秘)報告 欲情する熟妻 嫌がりながらも見られて濡れる四十路妻たち（8月20日（レンタル）/10月23日（セル）、アテナ映像）他出演:水上由紀恵、桐島美奈子
- 聖母みたいな熟女の、中出し強要! ショタち●ぽ狩り!!（8月25日、ジェントルマン）
- 夫婦交換スワップ温泉旅行 マンネリ打破の秘策っ!!旦那たちは了承済み!!知らないのは奥様たちだけ?（8月31日（レンタル）/9月4日（セル）、LEO）他出演:矢吹京子、円城ひとみ
- 親族相姦 きれいな叔母さん（9月1日、ヴィーナス）
- 友母の甘い誘惑（9月9日、マドンナ）
- ナンパした人妻と不倫温泉旅行 都心から離れて連れ出しSEX!!（9月10日、ホットエンターテイメント）他出演:坂口れな、小泉まり ほか
- あなた、見ないで… 夫の目の前で接吻されて 肉欲に堕ちた若妻（9月10日、ヒビノ）共演:佐々木恋海、大見はるか
- 母は僕専用のザーメンぶっかけ人形（9月19日、ABC）
- ステキな熟女とヌルヌルさんぽ 刺激が強すぎて、歩けません…（9月24日（レンタル）/11月27日（セル）、アテナ映像）他出演:宮本紗央里、谷原希美
- 一般男女モニタリングAV 5人の巨乳女先輩が新卒童貞くんのために一肌脱いで中出しハーレム混浴! 賞金総額200万円! 社員研修で温泉旅館を訪れたOLたちが頼りない新入社員とHなミッションに挑戦! はち切れんばかりに勃起する童貞ち○ぽを優しい女子社員たちは全員で連続筆おろししてくれるのか? さらに過激な王様ゲームで中出し計10発!! in箱根温泉（9月24日、ディープス）※「ひろこ」名義　共演:りさ、あやの、めぐみ、みく
- 強引な絡み合うキスで媚薬を盛られた女は、周りを気にするも耐えられず男のチ◯コを貪り悶絶イキする（10月1日、DOC）他出演:河西希、朝比奈麻里
- 男を惑わせる卑猥なランジェリー（10月1日、Fitch）
- 溢れる愛液。煌めく汗。止まらない痙攣。（10月1日、TEPPAN）
- 妻を不動産屋に寝取られて…。（10月7日、マドンナ）
- 嫁の母親に中出ししてしまった（10月7日、ヴィーナス）
- 美熟女痴漢 スロー愛撫からのハード潮吹きで戸惑う女を何度もイカセまくれ!（10月8日、ナチュラルハイ）他出演:栞菜まなみ、新山沙弥、かすみ果穂、水希杏
- バツ2の不貞妻 2（10月13日、セレブの友）
- 物干し竿に拘束された巨乳妻（10月15日、グローリークエスト）
- 料理教室で受講中の美人妻を呼び出し、部屋の隅でアソコをいじったらビチョ濡れになってしまったので即ハメ!（10月22日（レンタル）/12月25日（セル）、アテナ映像）他出演:松嶋なつこ、喜多見ゆりえ
- マジ彼氏に電話させながら寝取りSEX in仙台（10月22日、AKNR）
- 完全盗撮 同じアパートに住む美人妻2人と仲良くなって部屋に連れ込んでめちゃくちゃセックスした件。（11月1日、変態紳士倶楽部）他1名出演
- 縛られた人妻 〜もう二度とキミを離さない…。〜（11月7日、マドンナ）
- 女湯で人妻が出会ってしまったレズビアン（11月7日、ビビアン）共演:羽田璃子、中山理莉 ほか
- 一般男女モニタリングAV 巨乳な奥様と体育会系(アスリート)大学生の素人同士が初対面で2人っきりの密着オイルエステ体験!! 収まりきらない色気漂うおっぱいに触れた瞬間若チ○ポはフル勃起!! 人妻の欲求不満オマ○コと10代の性欲盛んな筋肉ムキムキチ○ポは年の差浮気SEXをしてしまうのか!? 2（11月12日、ディープス）※「ひさよ」名義　他出演:えりこ、ほのか、みき
- 女湯に連れてこられたボクちゃんが母以外のオトナの裸に即反応! ピンコ勃ちしたガキチ○ポに悪戯半分ショタコンママはそっと手を伸ばし「いけないこと教えてあげる♥」（11月12日、SWITCH）共演:広瀬奈々美、坂口れな
- インテリ眼鏡の僕のママ（11月13日、セレブの友）
- 素人妻ナンパ 全員生中出し 4時間セレブDX 47（11月15日、ロータス）他出演:愛原さえ、湯本珠未、矢吹京子 ほか
- 即挿入!! 家事が捗って仕方がない美熟女（11月19日、ABC）他出演:香山美桜、小口田桂子、工藤美紗、浜崎真緒、高山えみり、武藤あやか、紺野まこ、谷原ゆき
- 舞ワイフ 〜セレブ倶楽部〜 80（11月26日、AROUND）※「仁科聡子」名義　他出演:宮本恵梨香
- 撮影現場のカメラの前でおしっこをするAV女優 2（12月3日、グローリークエスト）他出演:七草ちとせ、三喜本のぞみ、小西みか、千乃あずみ、水元恵梨香、井川菜乃花、岩崎麻莉子、夕樹あさひ、葵千恵、希咲あや、折原ほのか、早乙女ありさ、宮部涼花、松本まりな、澤村レイコ、安野由美、菅野さゆき、水沢みゆ、原千草、逢沢はるか、江上しほ、蓮実クレア、上原花恋、可愛まゆ、司ミコト、青山未来、逢月はるな、星野ひびき、あやね遥菜、なごみ、蛯名りな、黒瀬萌衣、大見はるか、木下寧々、坂口れな
- 妻を生で寝取らせて… 会社の取引相手ふたりの精子を嫁に中出しさせた話（12月4日、光夜蝶）
- 名作が今蘇る!!成年コミック界の巨匠・山文京伝原作!! 沙雪の里 上巻 村の古き種付けのしきたりに堕ちた美母（12月7日、マドンナ）共演:本田岬、阿部乃みく
- ハネ腰!爆イキ! 必ず潮吹く痙攣出張エステ（12月7日、ヴィーナス）
- 昼下がり町内会! 若妻たちのちょっと危険でかなりHな王様ゲーム!! 母の代理で参加した町内会の集まりでまさかの展開!男はボクひとりしかいないもんだから、当然いい思いが沢山出来ちゃいました!! 7 巨乳&美尻ver（12月10日、Hunter）他出演:西条沙羅、松本メイ、中山理莉、水城奈緒、香山美桜、本真ゆり、白石みお ほか
- ボディコンレズビアン 2 悩殺!!ボディコングラビアモデル（12月13日、U&K）共演:水城奈緒
- AVを拾う人妻（12月13日、溜池ゴロー）
- 即ハメ!! 12 絶頂熟女編 台本ナシ! 編集ナシ! ガチンコ一本勝負!! 声がでなくなるほど大絶叫した輪姦セックス6射精!潮吹き7発!!（12月13日、セレブの友）
- 秘密のレズビアン 2 止まらない絶頂感に狂い泣く変態雌妻レズ プロへの道調教ドキュメンタリー（12月25日、セレブの友）共演:加藤ツバキ、真咲南朋
- カーテン1枚挟んだ旦那の横で、オイルマッサージと称した猥褻痴漢を巧みに施される奥様が声を殺して何度もアクメ!!絶対にバレてはいけない人妻オイルマッサージ 2（12月26日（レンタル）/2016年1月1日（セル）、LEO）他出演:高嶋亜美、白石悠

2016年
- 不妊治療クリニックで孕まされて…（1月1日、HERO）
- 山文京伝原作の伝説コミック、ついに衝撃のクライマックス!! 沙雪の里 下巻 村の子を身籠る母と真実を知った息子の淫猥な運命－。（1月7日、マドンナ）共演:本田岬、阿部乃みく
- ウチの妻が息子の友達のデカチンにメロメロにされました…（1月7日、JET映像）
- 眠らせ近親相姦 気が強いママ母を睡眠薬で…寝ている間に3連パツ（1月8日、ナチュラルハイ）他出演:神波多一花、愛原さえ
- 一般男女モニタリングAV 潜在欲求を刺激する究極の寝取られ企画 マジックミラーの向こうには愛する旦那! 町内で評判の美人妻とご近所の既婚男性2人が人生初の3Pに挑戦! お隣さんのW勃起チ○ポに恥じらいながらも欲求不満妻のオマ○コから欲しがり汁が溢れ出る! 3人だけの密室で両側からの同時愛撫に我慢できなくなった人妻は旦那の目の前で初めての浮気セックスしてしまうのか!?（1月8日、ディープス）他出演:武藤あやか、橘花音 ほか
- 友人の母 息子の友人に犯され、幾度もイカされてしまったんです…（1月13日、溜池ゴロー）
- 溺愛!! 優子ママの感情むき出し性交（1月13日、ヴィーナス）
- ノンストップ凌辱（1月13日、セレブの友）
- 夜這いされ喘ぎ声を我慢しながら旦那の横で中出しまでされる人妻（1月21日、グローリークエスト）他出演:KAORI、かすみ果穂、北条麻妃、松本まりな
- ネトラレーゼ 妻を、中年のオイルマッサージ師に寝取られた話し（1月28日、タカラ映像）
- アロママッサージで感じる秘部をシゲキされ隣にダンナがいるのに吐息が洩れ出し、ヌレヌレのワレメに巨根をねじ込まれてヨガリ狂う妻たち（1月30日（レンタル）/3月25日（セル）、アテナ映像）他出演:小林優紀、高嶋亜美
- TEPPAN未収録 極みのパイズリ フィニッシュまで完全収録!（2月1日、TEPPAN）他出演:篠田あゆみ、本田莉子、板垣あずさ、倉多まお、椎名ゆな、林ゆな、秋吉ひな、希咲エマ、浜崎真緒、ひなみるか、千乃あずみ、二葉しずく、七草ちとせ、ERIKA、小南すず、三浦恵理子、谷原希美、北嶋あん、香山美桜、蓮実クレア
- 性欲盛りの上司の奥さんに馬乗りされて痴女られちゃった俺（2月6日、AKNR）他出演:篠田あゆみ、篠田ゆう
- 中出し 禁断介護（2月18日、アイエナジー）
- 本物人妻10名のAV体験 監督推薦SEX+蔵出し未公開SEX（3月5日、アイエナジー）※撮り下ろしシーンあり　他出演:丘野さくら、佐々木あき、谷原希美、武藤あやか、西岡奈央、小崎里美、柏木あおい、朝倉・アヴィゲイル・日菜子、井上綾子
- 「おばさんなのに、こんなキワドイ水着…私まだまだいけるのかな?」 父が再婚した義母が色気がありすぎて到底母親とは思えず毎日悶々としている。しかも夏に向けて若いころに買ったキワドイ水着をタンスから引っ張りだして試着しているところを覗き見てしまいました!　あまりにもエロくてはち切れんばかりの水着姿に尋常じゃない勃起をしてしまうボク。それが義母に見つかり怒られると思いきや…（3月5日、Hunter）他出演:綾瀬みなみ、逢沢るる、愛原さえ ほか
- ネトラレーゼ 妻を、中年のオイルマッサージ師に寝取られた話し（3月5日、タカラ映像）
- 松井優子 4時間ベスト（5月13日、セレブの友）※総集編